# جوليان بيرس
جوليان بيرس (بالإنجليزية: Julian Pierce)‏ هو كيميائي أمريكي، ولد في 2 يناير 1946 في مقاطعة مور في الولايات المتحدة، وتوفي في 26 مارس 1988.